# Graffiti on the Train
Graffiti on the Train é o oitavo álbum de estúdio da banda de rock galesa Stereophonics, lançado em 4 de março de 2013. A arte gráfica da capa do álbum é de autoria de Stephen Goddard.

## Faixas
Todas as letras escritas por Kelly Jones. 
| N.º | Título                    | Duração |  |
| 1.  | "We Share the Same Sun"   | 3:44    |  |
| 2.  | "Graffiti on the Train"   | 5:03    |  |
| 3.  | "Indian Summer"           | 4.27    |  |
| 4.  | "Take Me"                 | 3:50    |  |
| 5.  | "Catacomb"                | 3:14    |  |
| 6.  | "Roll the Dice"           | 4:04    |  |
| 7.  | "Violins and Tambourines" | 4.58    |  |
| 8.  | "Been Caught Cheating"    | 4:20    |  |
| 9.  | "In a Moment"             | 5.26    |  |
| 10. | "No-one's Perfect"        | 4.08    |  |